# Chlorurus cyanescens
Chlorurus cyanescens es una especie de peces de la familia Scaridae en el orden de los Perciformes.

## Morfología
• Los machos pueden llegar alcanzar los 50 cm de longitud total.

## Distribución geográfica
Se encuentra en KwaZulu-Natal (Sudáfrica), Zanzíbar (Tanzania), Madagascar y Mauricio.